# Nogometno prvenstvo Bosne i Hercegovine – 5. ligaški rang 2020./21.
Ljestvice i sastavi liga petog stupnja nogometnog prvenstva Bosne i Hercegovine u sezoni 2020./21. 

## Federacija BiH

### 2. ŽNL Posavina
Uključuje i klubove s područja Brčko Distrikta i Republike Srpske.
| mj. | klub                                  | ut.                    | pob.                   | ner.                   | por.                   | gol+                   | gol-                   | bod                    | bod-                   |
| --- | ------------------------------------- | ---------------------- | ---------------------- | ---------------------- | ---------------------- | ---------------------- | ---------------------- | ---------------------- | ---------------------- |
| 1.  | Tramošnica                            | 10                     | 6                      | 1                      | 3                      | 31                     | 28                     | 19                     |                        |
| 2.  | HAŠK Napredak Ulović                  | 10                     | 6                      | 2                      | 2                      | 22                     | 16                     | 17                     | -3                     |
| 3.  | Korpar Grebnice                       | 10                     | 4                      | 2                      | 4                      | 30                     | 20                     | 14                     |                        |
| 4.  | Mladost Vidovice                      | 10                     | 3                      | 3                      | 4                      | 15                     | 20                     | 12                     |                        |
| 5.  | OFK Brčko                             | 10                     | 3                      | 2                      | 5                      | 27                     | 27                     | 11                     |                        |
| 6.  | Dinamo 75 (Prijedor – Skakava Gornja) | 10                     | 2                      | 2                      | 6                      | 18                     | 32                     | 8                      |                        |
|     | Posavina 108 Bijela                   | odustali od natjecanja | odustali od natjecanja | odustali od natjecanja | odustali od natjecanja | odustali od natjecanja | odustali od natjecanja | odustali od natjecanja | odustali od natjecanja |
|     | Ravne (Gornji Zovik)                  | odustali od natjecanja | odustali od natjecanja | odustali od natjecanja | odustali od natjecanja | odustali od natjecanja | odustali od natjecanja | odustali od natjecanja | odustali od natjecanja |

 Izvori: 

 sportdc.net, rezultati 

 sportdc.net, ljestvica 

 posavinasport.com, rezultati i ljestvica 

 posavinasport.com, rezultatska križaljka 

 posavinasport.com, rezultati (verzija za ispis)

 sofascore.com 

 tipscore.com 

 futbolas.lietuvai.lt, , BiH – 5. stupanj 2020./21. 

## Vanjske poveznice
- (engl.) sofascore.com, Football -> Bosnia & Herzegovina Amateur
- (engl.) tipscore.com, Football -> Bosnia & Herzegovina Amateurs  Arhivirana inačica izvorne stranice od 7. listopada 2022. (Wayback Machine)